# مطار مواتو
مطار مواتو هو مهبط طائرات يخدم بلدة مواتو، وهي بلدة في إقليم حجر لميس في تشاد.

## مرافق
يقع المطار على ارتفاع 270 متر (886 قدم) فوق مستوى سطح البحر. له مدرج واحد مصمم 11/29 مع سطح ترابي يبلغ 1,400 by 35 متر (4,593 قدم × 115 قدم).